# Cordillera central (Albania)
La cordillera central ( en albanés: Krahina Malore Qëndrore) es una región fisiogeográfica que abarca el borde central y oriental de Albania. Comprende el interior montañoso que se extiende desde el valle de Drin y las montañas de Sharr, Skanderbeg, Korab y Shebenik - Jabllanicë, a través de los lagos de Ohrid y Prespa, hasta que llega al pueblo de Ersekë y las montañas de Pindo cerca de la frontera entre el país y Grecia.
La cordillera central se puede dividir convencionalmente en varias subregiones. El norte abarca los distritos montañosos de Mirditë y Pukë. El centro está dominado por las montañas de Lurë y Korab, junto con las regiones de Martanesh y Çermenikë. El sur incluye el valle de Shkumbin, así como las montañas de Mokër y Valamara, la llanura de Korçë con los distritos superiores de Devoll y Kolonjë. 
El relieve de la cordillera central es variado y existen puertos de alta montaña, escarpados cañones y gargantas, densos bosques y paisajes alpinos salpicados de lagos glaciares, que a su vez ofrecen excelentes condiciones para una gran biodiversidad. La mayor parte del terreno está formado por rocas ultramáficas, originadas en el manto de la tierra, que se ha convertido en gran parte en serpentinita.
Las áreas protegidas de la región son el hogar de algunas de las vistas y paisajes más emblemáticos del país. Hay seis parques nacionales, un sitio ramsar, una reserva de la biosfera y un sitio del patrimonio mundial ubicado en la región. Probablemente las áreas protegidas más grandes, son el parque natural Korab-Koritnik y el parque nacional Shebenik-Jabllanicë. 

## Geología

### Montañas de Korab

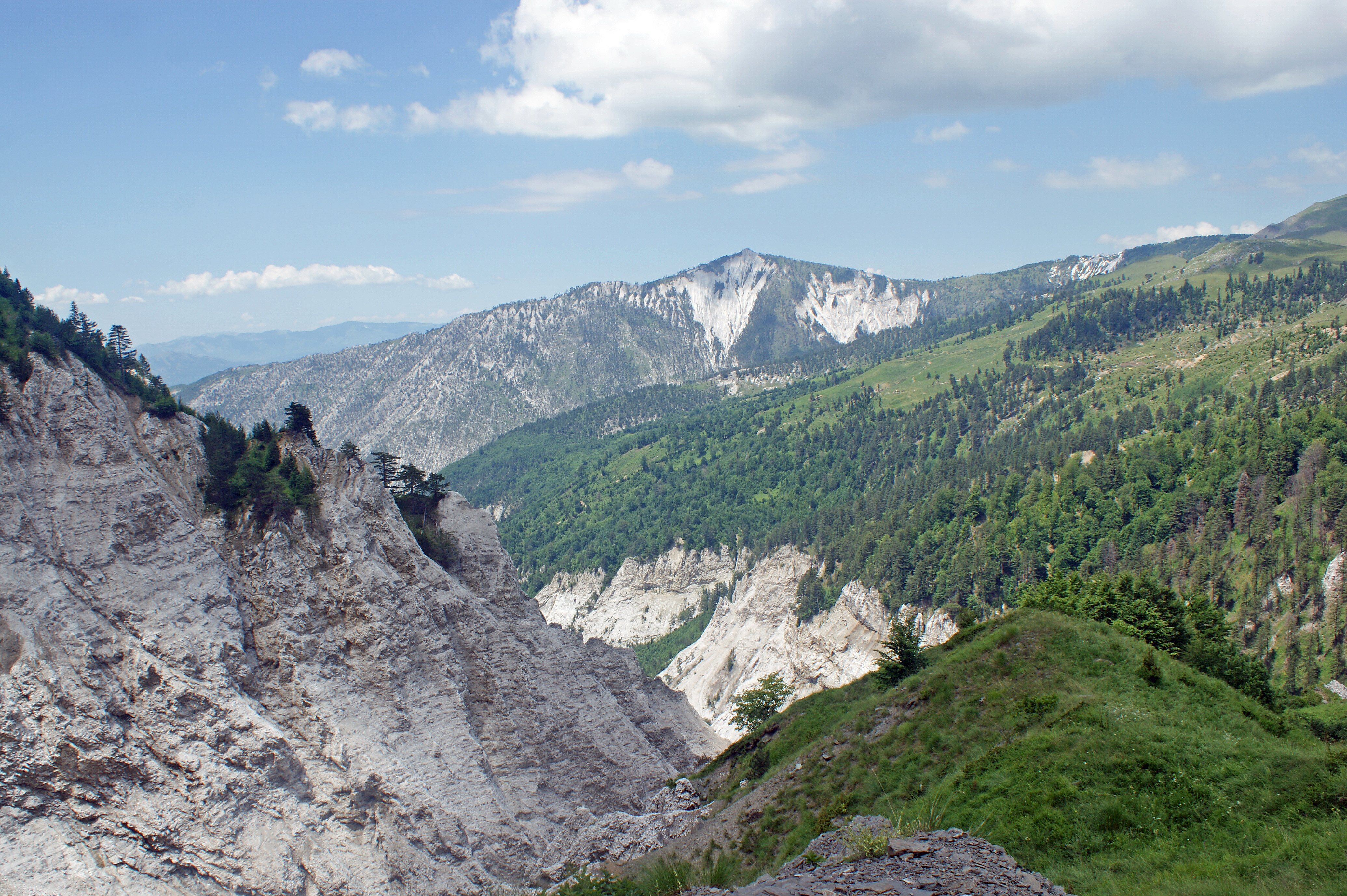
Mali i Bardhë, típico paisaje kárstico dentro de las montañas Korab.

Las montañas Korab son la cordillera más alta y más larga dentro de la cordillera central. El relieve es variado y está dotado de numerosos lagos glaciares, puertos de montaña, cañones, gargantas y depresiones. Se extiende unos 40 km de norte a sur entre la sección inferior del Drin Negro y su tributario el Radika. La cordillera está compuesta en gran parte por rocas sedimentarias paleozoicas de dolomita, piedra caliza, arena y conglomerados.
El macizo Korab es el cuarto pico más alto de los Balcanes, el pico más alto de Albania y Macedonia del Norte, y también una de las dos cumbres más altas de Europa, que son el punto más alto de más de un país. Además, el Korab es la 18.ª cumbre de montaña más importante de Europa. Otros picos incluyen el Maja e Moravës de 2718 m, Mali i Gramës de 2345 m, el Korab II 2756 m, el Korab III 2724 m    , puertas del Korab 2727 m, Maja e Moravës 2718 m, Shulani i Radomirës 2716 m y el pequeño Korab 2683 m, el Korab abarca 362 km², el 63.5% dentro del territorio albanés. La parte albanesa de la cordillera es un parque natural protegido. 

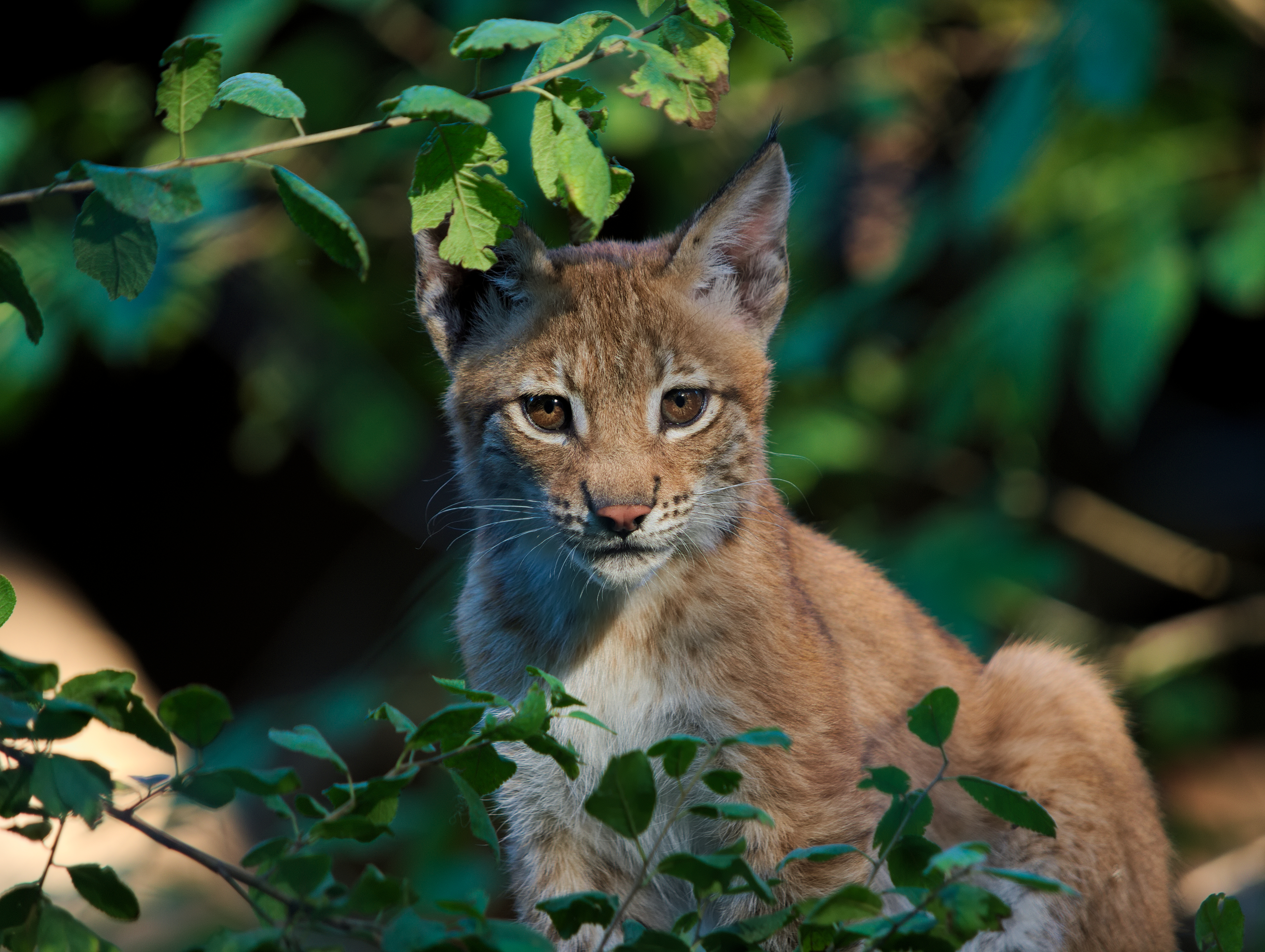
El lince euroasiático se puede encontrar en la cordillera central.

El Korab es famoso por sus 39 lagos glaciares ubicados entre los 2,340 metros de altitud sobre el Adriático, el más grande y el más profundo de ellos es el Gramë. Los bosques se componen de diversas especies de árboles de hoja caduca y coníferas y gran variedad de flores silvestres. Son abundantes en especies como la haya, el pino austriaco, el abeto plateado, el pino bosnio, el pino macedonio y el aliso negro. La fauna está representada por numerosas especies de grandes mamíferos, como osos pardos, lobos, linces, águilas reales, azores y muchos otros.

### Las montañas de Jabllanicë y Shebenik

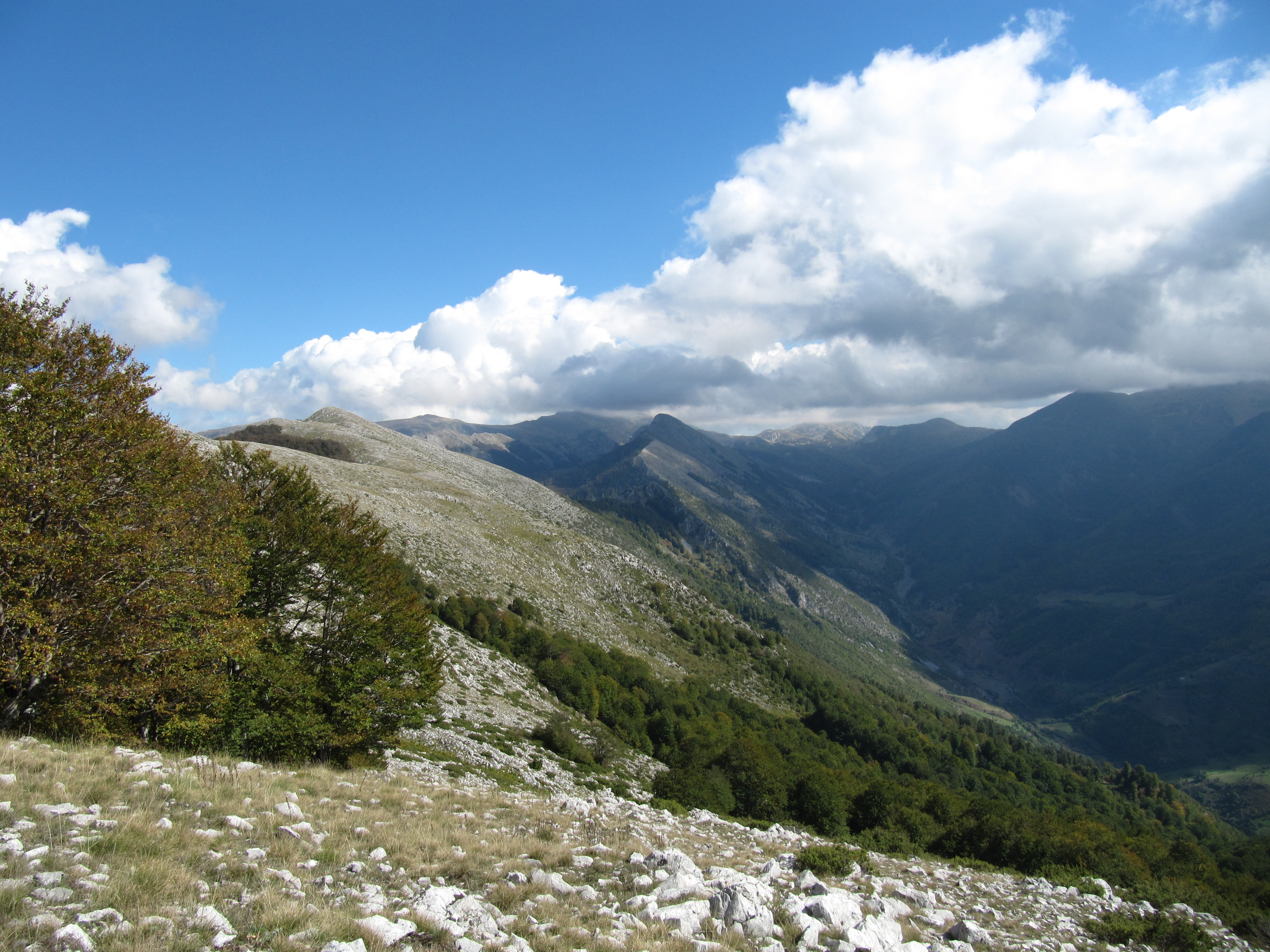
Montaña de Jabllanicë en Albania cerca de Qarrishte.

Las montañas de Jabllanicë (en albanés: Jabllanicë) se encuentran en la parte occidental de la península balcánica, con más del 50% de su área en Albania y el resto en la Macedonia del Norte. Tiene una longitud de unos 50 km desde el lago Ohrid en la frontera entre Albania y Macedonia en dirección norte-sur a través del límite de ambos países hasta la ciudad de Debar, junto al lago Debar. En el este de estas las montañas se encuentra el valle del Black Drin y el lago Ohrid. En el oeste, se ubican las montañas Shebenik, que alcanzan casi la misma altura que la cordillera Jabllanica. Dentro de las montañas Shebenik hay alrededor de nueve pequeños lagos glaciares, siendo el Lago Rajca el más grande con una longitud de 220 m y una anchura de 160 km. Se encuentra en las laderas orientales y es el lago más meridional de las montañas Shebenik. Maja e Shebenikut es el pico más alto con 2251 m sobre el Adriático. 
Las montañas son el origen del nombre del parque nacional Shebenik-Jabllanice. Existen allí grandes áreas cubiertas de bosques de hayas, robles y coníferas. Debido a su patrimonio natural y su notable flora y fauna, el parque nacional Shebenik-Jabllanice forma parte de los bosques primarios de hayas de los Cárpatos y otras regiones de Europa, que fue declarado Patrimonio de la Humanidad por la UNESCO en 2017.  En la zona habitan grandes mamíferos como el oso pardo, el lobo, el jabalí, la gamuza y el venado. Además, el lince balcánico en peligro de extinción aún sobrevive en las montañas.

### Montañas de Valamara

Vista panorámica desde el Maja e Valamarës (Monte Valamara).

Las montañas Valamara se encuentran entre el valle del río Shkumbin en el norte y el valle de Devoll en el sur. Además, el río Shkumbin nace en estas montañas. Las montañas están situadas en el territorio de tres distritos: Gramsh, Pogradec y Korçë. La cumbre de la cordillera Valamara en el sudoeste de Albania, Maja e Valamarës es el pico más alto con una elevación de 2373 m. Las montañas están formadas por rocas sedimentarias mesozoicas y paleozoicas de dolomita, piedra caliza, arena y conglomerados formadas por mares y lagos que alguna vez cubrieron la zona. Además se pueden encontrar en la parte oriental varios lagos glaciares. La longitud total de la cadena es superior a 13 km y el ancho varía entre 10 y 15 km. Las mayores alturas se dan donde la cadena es más ancha. 

### Montañas de Skanderbeg

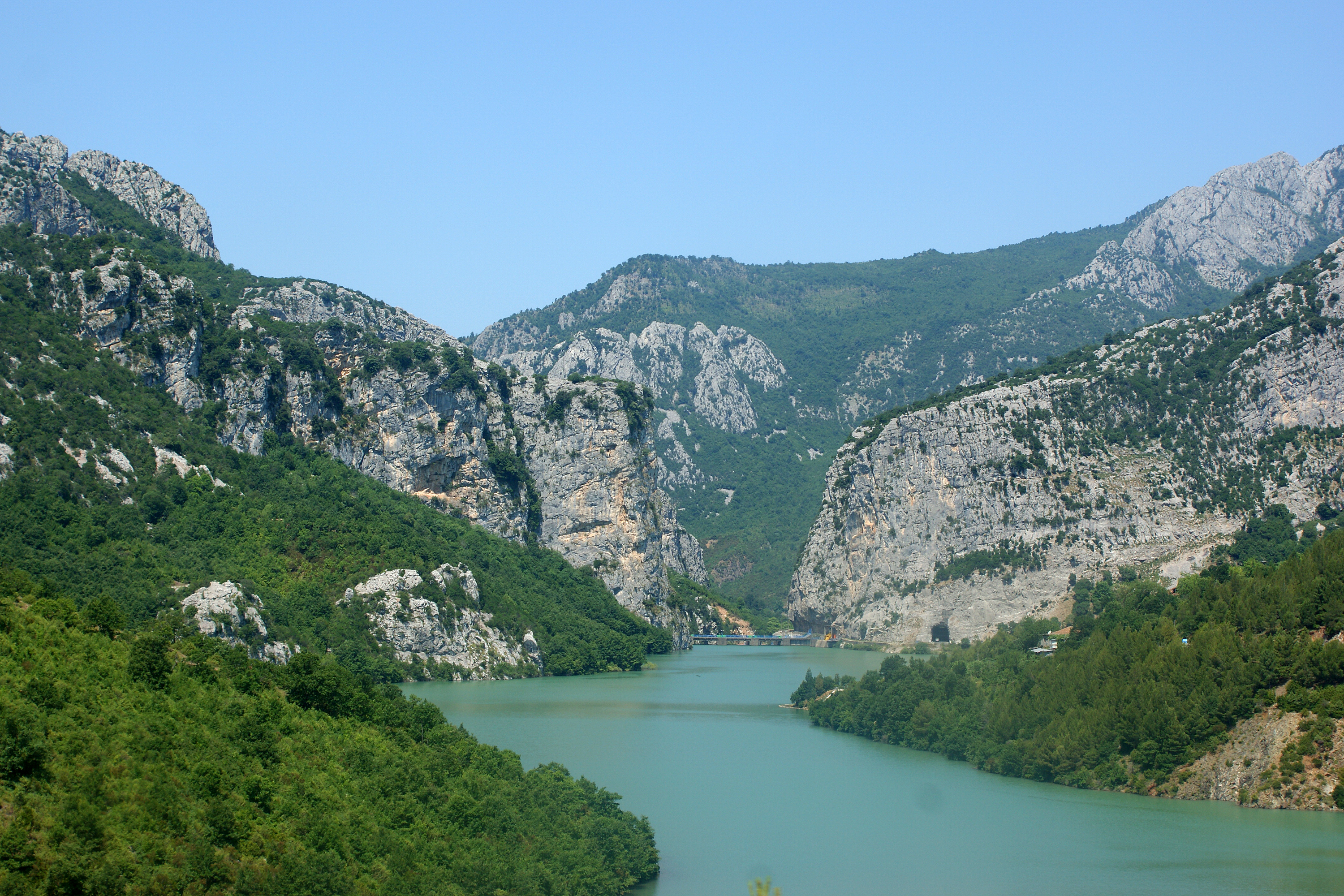
Garganta de Shkopet, el río Mat discure por la garganta.

Las montañas Skanderbeg (en albanés: Vargmalet e Skënderbeut) forman la frontera entre la cordillera central y las tierras bajas occidentales en el oeste. Aunque la cadena se curva mucho, su dirección principal es de norte a sur, extendiéndose unos 80 km en dirección norte-sur desde Vau i Dejës en el norte hasta la ciudad de Elbasan en el sur. En el oeste, las montañas caen abruptamente en la llanura costera, a lo largo del mar Adriático. En el este, están las tierras altas y la cuenca del río Mat; al norte, el Mirditë y al sur las montañas de Martanesh. La cadena se formó por grandes elevaciones y pliegues tectónicos durante los períodos Triásico, Jurásico y Cretácico. Los picos están compuestos de piedra caliza, mientras que las pendientes son de flysch. 
En la sección norte al sur de Vau i Dejës, las montañas alcanzan una altitud de 641 m sobre el Adriático en Maja e Shitës. Los picos se vuelven gradualmente más altos en el Mali i Velës, de 1172 m, en el noreste de Lezhë. Las montañas tienen abundantes reservas de agua con una densa red de manantiales de montaña y ríos. El río Fan de 94 kilómetros de largo corre desde Mirdita y cruza las montañas al sur de Mali i Velës a través de estrechos desfiladeros y cañones hacia el río Mat. La sección occidental, o cadena de Kruja, es una estructura anticlínea compuesta por un núcleo de carbonato del período Cretácico - Eoceno. Comienza en la confluencia de los ríos de Fan y Mat, aumentando de altura rápidamente por la parte este. En Mali i Krujës, comienza a alcanzar una elevación de más de mil metros. En sus laderas occidentales se ubica la ciudad de Krujë. Sin embargo, continúa elevándose más al sur de Krujë hacia Tirana en las montañas Dajti con profundos cañones y gargantas, que cortan las montañas en una larga serie de bloques. El pico más alto es el monte Dajti con 1613 m. Posteriormente sigue el Mali i Priskës de 1365 m y una serie de montañas de menos de 900 m sobre el nivel de mar Adriático. 

## Hidrología

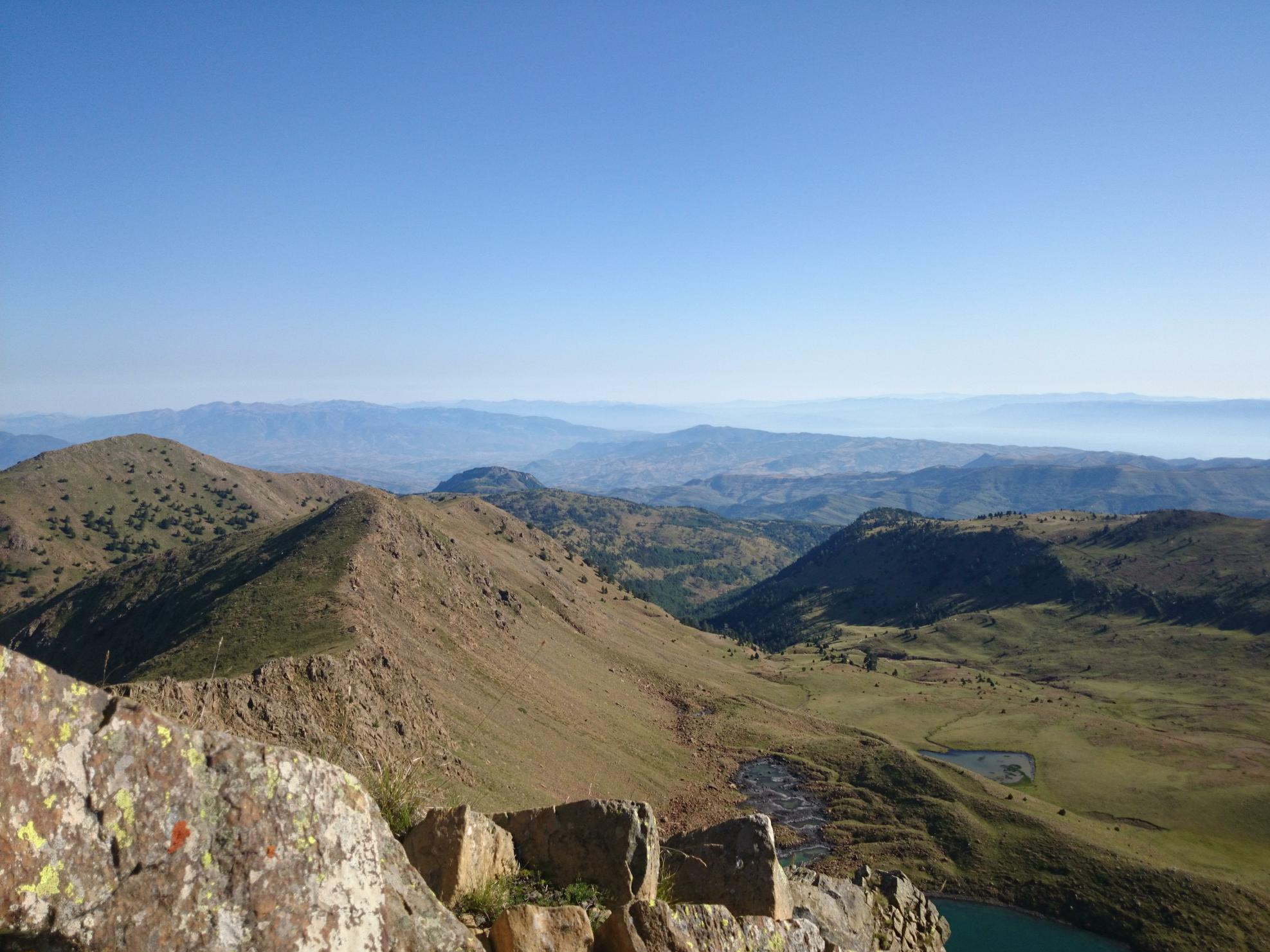
Nacimiento del río Shkumbin en el pico Valamara.

La hidrografía de la cordillera central está dominada por lagos glaciares y una densa red de arroyos que fluyen temporalmente en períodos de nieve o lluvia. Con una longitud total de 285 km, el río Drin es el más largo y extenso de la región. A medida que el río fluye a través de las regiones kársticas de las montañas y colinas, sus orillas son escarpadas con acantilados y precipicios. La región pertenece principalmente a la cuenca del río Drin. Drena casi toda la cordillera central y la mayoría de las tierras altas al noreste y sureste. El Drin Negro (Drini i Zi) se origina en el lago Ohrid, en el sureste de Albania, entre la frontera con la Macedonia del Norte y fluye 149 km hacia el norte a través de las montañas Shebenik - Jabllanica y Korab hacia las afueras de Kukës en el noreste de Albania, donde el Drin Negro se fusiona con el Drin Blanco (Drini i Bardhë). La mayoría de estos arroyos tienen un curso rápido desde las montañas en el este hacia la costa del Adriático y han cortado gargantas profundas. El Drin Blanco drena 4964 km² de los paisajes kársticos del este de Albania, mientras que el Drin Negro drena 5885 km².
En el sureste, el río Shkumbin fluye desde la parte oriental de las montañas Valamara a través de las montañas Gora y también desemboca en el mar Adriático. En el curso superior de la cuenca del Shkumbin, el río atraviesa las colinas de piedra caliza de Valamara y rocas sedimentarias representadas por arenas cementadas y conglomerados. También están las partes albanesas de los lagos de agua dulce Ohrid, Prespa y Pequeño Prespa.

## Biología

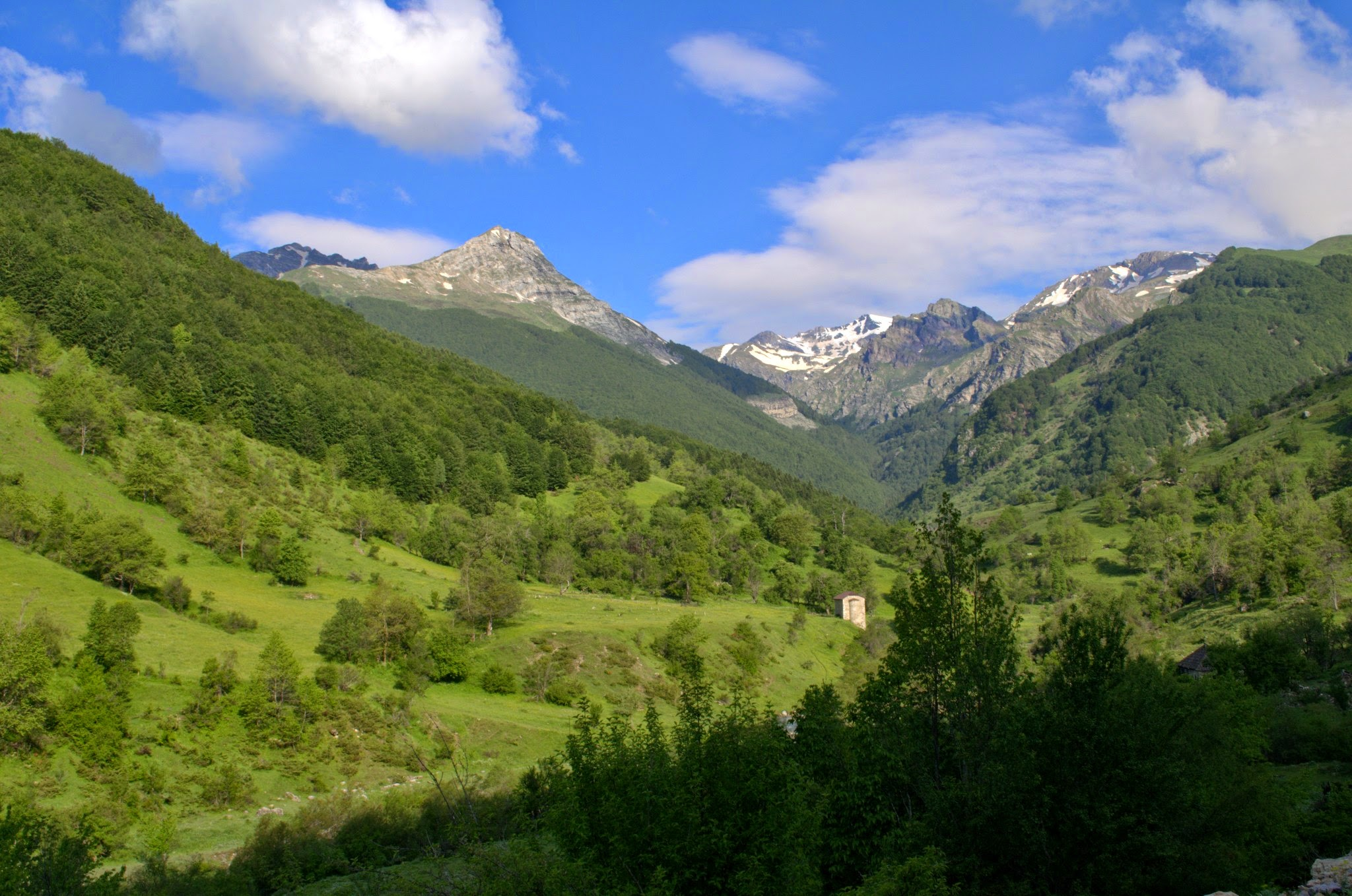
Un hábitat típico en las montañas de Korab.

### Flora
La cordillera central contiene una extraordinaria diversidad biológica y una amplia gama de ecosistemas. En cuanto a la fitogeografía, la cordillera central está dentro del Bosque mixto de los Alpes Dináricos, Bosque mixto balcánico y Bosque mixto de los montes Pindo en las ecorregiones terréstres de los bosques templados de frondosas y mixtos y bosque mediterráneo, respectivamente. 
Los bosques están compuestos por diferentes especies de árboles de hoja caduca y coníferas, que incluyen una gran variedad de plantas de tipo europeo y mediterráneo. De particular importancia es la presencia del abeto; El 74 por ciento de todos los bosques compuestos con abetos en Albania se pueden encontrar en gran parte en la cordillera central. En algunos casos forma bosques mixtos con hayas ( haya europea ), pino ( pino negro ) y roble (roble europeo). Destaca el pino negro que crece principalmente en la región norte de la cordillera central, como en Mali i Bardhë.

### Fauna
La fauna está poco estudiada, pero dentro de las montañas de Albania Korab está representada por 37 especies de mamíferos, entre los que se incluyen el oso pardo, lobo gris, lince de los Balcanes, corzo, jabalí, comadreja, marta, y ardilla roja
La cordillera central ofrece oportunidades de observación excepcionales durante todo el año para las especies de aves que están amenazadas en el país. El águila real y el halcón peregrino anidan en áreas rocosas y boscosas adyacentes a cuerpos de agua, manteniéndose alejados de las actividades humanas cuando es posible, como en el parque natural Korab-Koritnik. El urogallo vive predominantemente en los bosques de coníferas en las antiguas zonas rocosas de la región. El buitre leonado es extraordinariamente raro y se reproduce en acantilados asociados con la zona accidentada y montañosa. El pelícano blanco y dálmata, que es una de las especies de aves más grandes del mundo, pasa la temporada de verano en los lagos del parque nacional Prespa asociados con los humedales no perturbados, los pantanos de agua dulce y los arroyos permanentes.
El área de Shebenik y Jabllanicë es el hogar del lince balcánico en peligro de extinción que vive en los bosques caducifolios y mixtos de las montañas. También es el punto más al sur de su hábitat europeo. 